# Grb Malte
Grb Malte reguliran je u današnjem obliku Aktom o amblemu i javnom pečatu iz 1988. godine kao štit koji predstavlja heraldički prikaz malteške zastave; iznad štita je zlatna gradska kruna s osam kula (vidljivo ih je pet) koji simboliziraju utvrđenja Malte i označavaju grad-državu. Oko štita su maslinova i palmina grančica, simboli mira obično povezani s Maltom. U prirodnim su bojama, vezane na dnu bijelom trakom crvene pozadine i riječima Repubblika ta' Malta ispisanim velikim crnim slovima.